# キーウのショッピングセンターへの爆撃
キーウのショッピングセンターへの爆撃（キーウのショッピングセンターへのばくげき）は、現地時間2022年3月20日22時45分頃に、ロシア軍が行ったウクライナの首都キーウにあるショッピングセンター「Retroville」への爆撃。
12階建てのビジネスセンターとショッピングセンターの一部が破壊され、少なくとも8人が死亡した。ロシア政府は、ウクライナが多連装ロケット砲BM-21などを含む弾薬の貯蔵と補給を偽装するためにショッピングセンターを使っていたと主張している。

## 背景
ロシア軍は、2022年2月24日にウクライナ侵攻を開始し、ベラルーシからキーウ州に攻勢を仕掛け、翌日にはキーウ市内で戦闘が開始された。
ショッピングセンター「Retroville」は、建物のサイズが120,334立方メートル、敷地面積が86,000平方メートルであり、250軒以上の店舗が入居していた。2020年5月に完成し、リトアニアの投資会社BT Investが運営していた。

## 爆撃

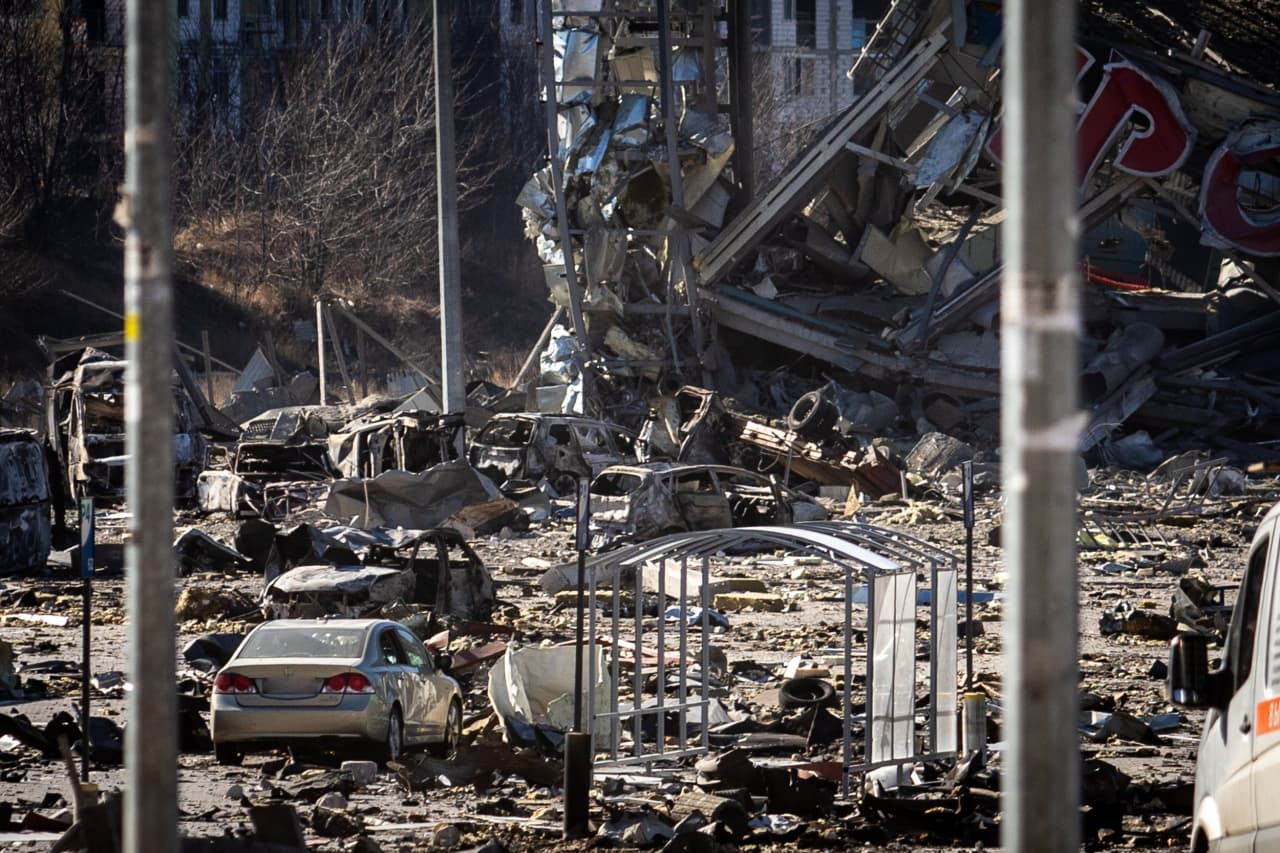
爆撃の余波

2022年3月20日の夜に、ロシア軍がウクライナの首都キーウにあるショッピングセンター「Retroville」を爆撃した。
ウクライナ国家緊急事態庁は、午後10時48分にショッピングセンターが炎上しているとの報告を受けた。
近隣の車やフィットネスクラブ「Sport Life」、ビジネスセンターなどが破壊され、ショッピングセンターは爆撃で大きな被害を受けた。キーウ市長のビタリ・クリチコは、近隣の建物が深刻な被害を受け、少なくとも8人が死亡したと発表した。
ビジネスセンターにあったスーパーマーケット・チェーン店Novusの本社は、ほぼ完全に破壊され、ショッピングセンターにあった主力のスーパーマーケットもまた影響を受け、天井が崩れるなどの建物への被害を受けた。

## 照準
ロシア国防省は、ウクライナ軍が多連装ロケット砲BM-21などを含む弾薬の貯蔵と補給を偽装するためにショッピングセンターを使い、国防省がUkrainian Multiple Launch Rocket Systemと呼ぶドローンの映像を提供していたために爆撃を開始し、ロシア軍のミサイルで破壊される前に、ロケット弾を発射し、ショッピングセンターに戻って来たたと発言した。爆撃の翌日、ウクライナ当局は、ショッピングセンターに駐車されていた車両の映像をTikTokで公開していたとされる者を拘留し、ウクライナ市民に対して、ウクライナ軍の行動を知らせないように警告した。